# Allophorocera occidentalis
Allophorocera occidentalis är en tvåvingeart som först beskrevs av Daniel William Coquillett 1897.  Allophorocera occidentalis ingår i släktet Allophorocera och familjen parasitflugor. Inga underarter finns listade i Catalogue of Life.